# بوشکو لوزیتسا
بوشکو لوزیتسا (انگلیسی: Boško Lozica؛ زادهٔ ۲۸ نوامبر ۱۹۵۲) بازیکن واترپلو اهل یوگسلاوی بود.
وی در مسابقات کشوری و بین‌المللی در مجموع برندهٔ ۱ مدال نقره شده‌است.